# Vrhbosna
 Ovo je glavno značenje pojma Vrhbosna. Za druga značenja pogledajte Vrhbosna (razdvojba).
Vrhbosna je srednjovjekovna župa i jezgra srednjovjekovne bosanske države, i uz Vidogošću (područje Vogošće, Ilijaša, Breze i Vareša), Trstivnicu (Kakanj, Bobovac, Sutjeska), Lepenicu (Fojnica, Kreševo, Kiseljak), Lašvu (Travnik, Vitez) i Brod (na području Zenice) tvorila je prvotnu Bosnu. Konstantin Porfirogenet je naziva imenom zemljica Bosna (grč. horion Bosona). Prostirala se oko izvora rijeke Bosne, s gradovima Vrhbosnom, Hodidjedom i Kotorcem. Na mjestu grada Vrhbosne, Turci su izgradili Sarajevo. Od 1463. Vrhbosna je bila središte Bosanskoga Sandžaka.
Život te države, kao graničnoga područja – i to najprije kao banovine od Borića, prvoga njezina po imenu poznatoga bana u 12. stoljeću, a kasnije i kao kraljevine  (Stjepan Tvrtko okrunjen je za kralja 1377.), prvo nepriznate, a koju godinu prije pada, priznate i od pape, – traje oko 300 godina. Tijekom toga vremena priznavala je vrhovnu vlast ugarsko-hrvatskih kraljeva, iako su prisutne i želje za većom samostalnošću. Sultan Mehmed II. Osvajač (arap. el Fatih), koji je pod Jajcem pogubio posljednjeg kralja Bosne Stjepana Tomaševića, osvojio je Bosnu 1463. godine.

## Hrvatsko Kraljevstvo
Do 12. stoljeća povijest je prave Bosne vrlo mutna i nejasna. Bosna leži na razmeđi Hrvatske i Srbije, a povijesni izvori o njoj šute. Ipak zna se o njoj nekoliko sigurnih stvari. Zna se najprije, da prije 950. godine je bila u vlasti srpskih velikih župana. Zna se da samostalna Srbija (Raška) javlja u povijesti kasno i da joj je tada u prvom redu pripadao današnji Sandžak osim njegovog istočnog dijela, i da se Bosnom nije prostirala.
Zemljica Bosna je u tom dobu vjerojatno bila dio jake hrvatske države a o tom postoje izravni povijesni podaci. Konstantin Porfirogenet izvodi ime Srbi/podanici (Servi) od glagola služiti (servire), jer da služe rimskom (bizantskom) caru, a ime Hrvati tumači kao narod bogat zemljom. Druge utvrđene činjenice indirektno, ali ipak jasno svjedoče, da je prava Bosna morala biti dijelom hrvatske države.
Vladar Bosne, u prvo doba ovisan, a kasnije neovisan gospodar zemlje oko gornjeg toka rijeke Bosne, zove se već u najstarijim vijestima o Bosni banom. Po Dukljaninu, bosanski ban je jedan od prvih velmoža hrvatske države. Porfirogenet spominje bansku čast u Hrvatskoj. Sve do 1377. vladaju Bosnom banovi, dok ponosni Tvrtko ne ote jedan dio srpske zemlje i ne okruni se za kralja "Srbljem i Bosni", a 14 godina kasnije, sjedinivši s Bosnom i prostrane hrvatske oblasti, ne spomene u svom vladarskom naslovu u Bosnu i Srblje također i Hrvatsku i Dalmaciju. Banska čast, eminentno hrvatska ustanova, poznata je samo Hrvatima, i tako zemlja, kojom od početka vladaju banovi, sigurno je bila hrvatskom.

Poznati njemački povjesničar Ernst Dümmler, imajući na umu, da je u doba kralja Tomislava Srbija i snagom i prostorom bila malena, a Hrvatska, naprotiv, da je imala vrlo jaku vojnu silu na moru i na kopnu (80 većih i 100 manjih brodova, 100.000 pješaka i 60.000 konjanika) zaključuje ovako:
»Upravo je nužno, da se i Bosna računa kao stara tečevina Hrvata, a ne kao srpska zemlja od početka. I doista car (Porfirogenet) pravi razliku između Bosne kao posebnog kraja i Srbije, ma da je u 10. stoljeću jedan period bila njezin sastavni dio, njezini žitelji imaju vlastite vladare.« S Dummlerom se slaže čitav niz povjesničara, koji nisu ni Srbi ni Hrvati, kakav je npr. Rus Hilferding, Bugarin Drinov, Englez Bury, Čeh Niederle, Mađari Pauler i Thalloczy itd.
Ovi povjesničari temelje svoje mišljenje o pripadnosti Bosne Hrvatskoj i na drugim činjenicama, koje je povijest zabilježila. U 9. stoljeću Hrvatska je neposredno graničila s Bugarskom. To potvrđuje i bizantski povjesničar Cedrenus. Porfirogenet pripovijeda o borbama Hrvata i Bugara, negdje poslije god. 870., dakle za kana Borisa i kneza Trpimira. Bugari u ratu nisu uspjeli nego učine mir s Hrvatima, obilno ih podarivši i primivši uzdarje od njih. Papini legati godine 886. idu neposredno iz Hrvatske u Bugarsku kanu Borisu, da krste bugarski narod. Slična stvar događa se i godine 926. za kralja Tomislava. To je novi dokaz zajedničke bugarsko-hrvatske granice. S ozirom na to da je Slavonija u to vrijeme bila franačka, jer je na Limu i gornjoj Drini bila samostalna Raška, a Bugarska se protezala čak Srijemom i sjevernom Srbijom, morala je Hrvatska obuhvaćati Bosnu, osobito krajeve oko Tuzle. Bugarsko-hrvatska granica bila je na Drini, a Bosna u sklopu Hrvatskog Kraljevstva.
Isti taj zaključak nameće se i iz povelje hrvatskog kneza Trpimira, izdane godine 852. u Bijaćima kod Splita splitskom nadbiskupu Petru. Povelja veli, da je splitska nadbiskupija "metropola sve do obala dunavskih i gotovo po čitavoj države hrvatskoj". Treba znati, da je tada Slavonija pripadala u političkom pogledu Franačkoj, a u crkvenom akvilejskom patrijarhatu. Splitska metropolija, koja se prostirala skoro cijelom hrvatskom državom je mogla dopirati do Dunava jedino ako je Bosna pripadala Splitu odnosno Hrvatskoj.
Oko sredine 10. stoljeća dospije Bosna u ruke srpskog kneza Časlava. Bizantski car Konstantin VII. Porfirogenet piše negdje oko 950. godine znamenito svoje djelo O upravljanju carstvom (lat. De administrando Imperio). Djelo je, doduše, skrpano od raznih izvještaja carskih činovnika, koji si mjestimično protuslove ili i donose netočne podatke, djelo je pisano s jasnim političkim tendencijama i nije konačno usklađeno i uređeno, ali ipak radi oskudice drugih vrela i obilja podataka od velike je važnosti za hrvatsku povijest. Car Porfirogenet spominje oko 950. god., da je "horion Bosona", tj. kraj ili zemljica Bosna pripadao Srbiji, odnosno pao pod vlast njegovih podanika. Iz riječi "horion" vidi se, da je Bosna bila u to doba malena i da je car smatra nekim posebnim tijelom u sklopu Srbije, dok u pravoj Srbiji nabraja samo gradove a ne i župe, stavlja na kraju Bosnu na posebno mjesto i spominje u njoj dva grada (Katera i Destnik).
Car je pisao svoje djelo upravo u ono vrijeme, kad je Bugarska za slabog cara Petra pala na niske grane i kad je u Hrvatskoj, radi nereda i bune bana Pribine, koji ubija i kralja Miroslava (949.), vladala opća slabost i anarhija. Tu povoljnu konjukturu je iskoristio odlucni srpski knez Časlav i Hrvatskoj oteo Bosnu i Bugarskoj izvjesne druge krajeve. Bizantski gradovi u Dalmaciji odmetnuli su se tom zgodom od Hrvatske. Porfirogenet spominje, da je tada Hrvatska imala tek polovinu vojne snage prema onoj iz doba kralja Tomislava. Očito je Hrvatska izgubila mnoge svoje krajeve i oblasti, u prvom redu Bosnu. Tom zgodom, zajedno s ostalom Bosnom, dospio je grad Soli u Časlavove ruke, ako je to dobar prijevod Porfirogenetova "Salenes".
Međutim to je bilo samo za kratko, jer već oko 960. hrvatski kralj "Krešimir uze cijelu Bosnu i zavlada njom", kako bilježi pop Dukljanin. S tim se slaže objektivni češki povjesničar Jireček smatrajući, da je Bosna tek kasnije privremena tekovina Srba:
»U 10. stoljeću, u neprohodnim planinskim krajevima između Hrvata, bizantskih primorskih gradova i Bugara, nastala je među slavenskim plemenima čvršća tvorevina pod hegemonijom pravih Srba, ali i ta samo za kraće vrijeme.«
To je upravo Srbija za kneza Časlava, koja za cas obvlada Bosnom, da u nju nikad više, kroz daljnjih tisuću godina ne stupi kao vladarica. Čak ni najslavniji srpski vladar, car i samodržač svih Grka i Srba, Dušan Silni, nije mogao osvojiti Bosne, već se ispod Bobovca neslavno vratio tamo, otkuda je i došao. Po Dukljaninu koncem 11. stoljeća zavladao je Bosnom, opet na malo vremena, dukljanski kralj Bodin. On je slavenski vladar, ili po istom popu Dukljaninu crvenohrvatski, i zato njegova vlada Bosnom nije nipošto srpska vlada. Obratno povijest pozitivno zna, da su izvjesni Hrvati ili hrvatske velikaške porodice vladale Bosnom.

## Hrvatsko-Ugarsko Kraljevstvo
Tako je i prvi po imenu poznati bosanski ban Borić, katolički velikaš iz Slavonije. Tako je isto i moćni ban Pavao I. Šubić Bribirski "gospodar Bosne" (1299.) iz porodice, koja je Hrvatima poklonila herojskog mučenika Petra Šubića Zrinskog. Njegov sin Mladen banuje u Bosni 20 godina (1302. – 1322.). Osnivač bosanske kraljevske dinastije Kotromanića, ban Prijezda. Takav je i "veliki vojvoda rusaga bosanskog" Hrvoje Vukčić Hrvatinić, moćniji od samog bosanskog kralja, unuk gospodara Donjih krajeva (oko današnje Banje Luke i Jajca), kneza Hrvatina. Svi oni su hrvatske krvi i plemena, kako im i samo ime svjedoči. Krunoslav Draganović u svome radu Herceg-Bosna i Hrvatska iz 1940. postavlja pitanje: "Zar bi Bosna ponosna, da nije bila hrvatska, dopustila, da njom vladaju tuđinci Hrvati, čak od prvog poznatog bana Bosne Borića?"
Od kapitalne je važnosti činjenica, da se ugarsko-hrvatski kralj Bela II. Slijepi godine 1138. naziva kraljem Ugarske i Rame ("Bela Dei gracia Hungariae Ramaeque rex"). Rama, kroz 300 godina, znači podrazumijeva se hrvatsko-ugarska vlast uvijek u Bosni. Budući da Mađari nisu Bosne na maču dobili, jasno je, da su postali vladarima Bosne ili se takvim proglasili samo tako, što su priznati i okrunjeni za hrvatske kraljeve. A tko je kralj Hrvatske, kralj je i njezinog sastavnog dijela Bosne, Odatle ono "rex Ramae" - kralj Bosne. Bosna je, dakle, nekada bila sastavnim dijelom Hrvatske. Utvrđen rezultat znanstvenog istraživanja poznatog kritičkog Ferde Šišića jest, da se Hrvatska u doba kralja Petra Krešimira IV. prostirala od Neretve do Drave i od mora do Drine.
Kad je tuđinski utjecaj u Hrvatskoj za kralja Zvonimira i osobito iza njegove smrti znatno porastao nastoje bosanski velikaši Bosnu što više osamostaliti. Bosna se počinje odvajati od Hrvatske. Po Šišiću bilo je to jos za Zvonimirova života. Prastara hrvatska kronika pripovijeda: "Poslije toga kad se razcijepilo kraljevstvo (Hrvatska) u dijelove, izabraše Bošnjani godine 1079. sebi posebnog poglavara; isto učiniše i Neretvani, a Hrvati izaberu za vladara tuđinca". Malo zatim, po istoj kronici, kralj Bela zavlada svim dijelovima Zvonimirove države: Bosnom, Hrvatskom, Dalmacijom, Neretvanskom krajinom.
Doskora, tuđinci, vladari iz dinastije Arpadovića, koje su Hrvati 1102. slobodnom voljom izabrali na Dravi za hrvatske kraljeve, čim utvrdiše svoju vlast u Hrvatskoj, opaziše centrifugalne težnje Bosne i htjedoše jasno i otvoreno da naglase svoja kraljevska prava na Bosnu kao na dio Hrvatskog Kraljevstva, kojemu su na čelu stajali. Zbog toga, makar da Bosne nisu sebi silom pokorili, već je 1137. Bela II. Slijepi proglašava sina Kolomana bosanskim vojvodom, a 1138. i sam uzima u kraljevski naslov i Bosnu ("rex Ramae"). Taj je naslov stotinama godina resio ugarsko-hrvatskog vladara. Što je važno istaknuti, taj naslov nije bio pusta titula niti nezakonita uzurpacija. 
Bosanski banovi prikazuju se, uza sve svoje nastojanje za slobodom, kao vazali ugarsko-hrvatskih kraljeva. Vrlo je poučna listina iz godine 1163., kojom ugarsko-hrvatski kralj Stjepan IV. potvrđuje izvjesne privilegije "pred velikašima (svog) kraljevstva", medu kojima najprije nabraja izvjesne nadbiskupe i biskupe, a onda na prvom mjestu među svjetovnim knezovima hrvatskog bana Beloša, pa palatina Tomu, zatim dvorskog kneza Broku, pa bosanskog bana Borića, te velikaše Hadrijana, Henrika itd. Dakle Borić nije samostalan vladar Bosne, već službenik, ban ugarsko-hrvatskog kralja i velikaš Ugarsko-Hrvatskog Kraljevstva, a tim istim Bosna je samo dio toga kraljevstva, jer je nekad bila sastavnim dijelom Hrvatske. Zato upravo i šalje Kulin ban svog sina Stjepana u Ugarsku, da se pred kraljem odreče patarenstva ispred cijele Bosne, makar da su se patarenski glavari pred papinskim legatom i banom na Bilinu polju kod današnje Zenice 8. travnja 1203. odrekli bogomilstva i ispovjedili katoličku vjeru. Kralj Bela III. strogo nalaže svom vazalu Kulinu pod prijetnjom globe od 1.000 srebrenih maraka, da ne smije štititi patarena u Bosni.
Sam ban Matej Ninoslav priznaje svoju ovisnost o ugarsko-hrvatskom kralju, kad daje, da kralj u njegovoj prisutnosti godine 1244. ne samo potvrđuje nego i nanovo poklanja one posjede u Bosni, Usori (sa Solima) itd., koje je već prije Ninoslav darovao bosanskom biskupu. Tako razlog naslova "kralj Rame (Bosne)" u titulaturi ugarsko-hrvatskih kraljeva postaje razumljiv. Tim istim je dokazano, da je Bosna bila sastavnim dijelom Ugarsko-Hrvatskog i ranije Hrvatskog Kraljevstva.
Zanimljivo je čuti i glas jednog starog Bošnjaka, fra Nikole Lašvanina, glasovitog ljetopisca s početka 13. stoljeća:
»Bela, drugi toga imena kralj ugarski, Slip(i) imenovan, sin Alme hercega, komu je stric njegov Koloman učinio oči izvaditi, sveto i pravedno vlada. On i zadobi Ramu u gornjoj harvatskoj zemlji,koja se sada Bosna imenuje, i zato svi njegovi namisnici zovu se kralji Rame to jest Bosne.«

## Bosanska Banovina
Za vrijeme Arpadovića se u Vrhbosni razvija banovina kao posebno bitno granično područje. Većina vladara tamo su bili Kotromanići, uz vlast Šubića početkom od 1302. do 1322. Na zapadnim rubovima, u Lašvanskoj dolini, se pojavljuju i Hrvatinići, a na jugu, prema Humu i kasnije Hercegovini, Kosače. Na istočnim rubovima su se vladali Pavlovići. Ostatak područja, posjed Kotromanića se nakon pada većine kraljevskih posjeda u središnjoj Bosni pod Osmanlije naziva i Kraljevina (slično kao Hercegovina).
- Podrinje, Usora (sa Solima), Donji krajevi, Humska zemlja (s Travunjom), Završje

### Stare katoličke crkve
Stare porušene crkve na području srednjovjekovne Vrhbosne, koje su barem djelomično arheološki ispitane:
1. U red starohrvatskih crkava, sličnih onima u jadranskom primorju Bijele Hrvatske, ima se uvrstiti i stara crkva u Lisičićima kod Konjica, koja je bila otkrivena godine 1952. Dr. Irma Čremošnik, koja je vodila iskopine i opisala nalaz u Glasniku Zemaljskoga muzeja u Sarajevu, o toj crkvi piše ovo: "Njena osnova pokazuje sličnosti sa starohrvatskim građevinskim oblicima, najviše sličnosti pokazuje sa crkvom u Biskupiji [kod Knina] na Bukurovića podvornici". Prema arheološkim nalazima ova je crkva bila u uporabi od 13. do 15. st., ali je ona mogla biti građena u 11. ili 12. st.
2. Godine 1950. i 1951. otkrivena je u Rogačićima kod Blažuja crkva sa šest apsida s kraja 12. ili početka 13. stoljeća. Bila je presvođena sedrom, ožbukana i obojena crvenom bojom. Uz nju bila je kamenom građena kuća, bez sumnje, stan svećenika, koji je crkvu posluživao. Crkva i kuća bile su spaljene. Poslije propasti crkve, po njoj su pokopavani mrtvi od 14. do 16. stoljeća. Prema Irmi Čremošnik, koja je vodila iskopavanje, tehnika građenja crkve u Rogačićima potpuno odgovara tehnici gradnje šestapsidne crkve sv. Trojice u Poljudu kod Splita, kojoj je također i veličinom i opsegom odgovarala. Ima sličnosti i s nekim drugim starim hrvatskim crkvama u Dalmaciji. U ruševinama crkve u Rogačićima našlo se također više ulomaka tropletera, kojim su Hrvati redovito ukrašavali svoje crkve od 8. do 13. stoljeća.
3. Godine 1954. i 1955. pretražujući nekropolu kneževske porodice Sankovića u selu Biskupu kod Konjica, Marko Vego utvrdio je, da je ta nekropola bila podignuta na srednjovjekovnoj crkvi, koja je bila porušena početkom 14. st. Crkva je bila građena u romaničkom slogu, a bila je duga s apsidom 12.90 m, a široka 6.20.
4. U Razićima, u blizini sela Biskup u Glavatičevu, općina Konjic, Marko Vego otkopao je godine 1956 srednjovjekovnu crkvu, podignutu u romaničkom slogu u drugoj polovini 12. ili u prvoj polovini 13. st. Crkva je bila neko vrijeme zapuštena i u 15. st. obnovljena. Kod te obnove na ulazu crkve postavljeni su novi dovratnici i nadvratnik, koji su se do danas sačuvali. Prema Vegi, ova crkva ima stil skih sličnosti s crkvom Sv. Jurja u Ponikvama na Pelješcu, a tako i s nekim drugim starohrvatskim bazilikama. Godine 1958 otkopana je u Gornjoj Bijeloj kod Konjica velika crkva s tri lađe isto romaničkoga sloga od 13. do 14. st.
5. U Olovu, u istočnom dijelu srednjovjekovne Bosne, na lijevoj obali rijeke Krivaje, postojao je franjevački samostan s crkvom Uznesenja Blažene Djevice Marije. Taj samostan i crkva podignuti su poslije osnutka bosanske vikarije godine 1340. Prvi se put spominje u popisu Bartolomeja Pizanskoga od 1385. do 1390. Budući da je Olovo u to vrijeme bilo dobro bosanskih banova, misli se, da je ban Tvrtko I. (1353. – 1391.) podigao olovski samostan i crkvu. Ona je bila građena u romanskom slogu i nije bila velikih razmjera, ali je brzo nakon svoga osnutka postala najglasovitije svetište Marijino u hrvatskim krajevima. Kod te se crkve za duga stoljeća hodočastio narod iz svih hrvatskih krajeva i šireg područja na Veliku Gospu, i u njezinim osminama prije i poslije svetkovine. Preživljela je tursko zaposjednuće, dok nije bila godine 1704. zapaljena po naredbi bosanskoga valije Sefer-paše.
6. Znamenit franjevački samostan i crkva postojali su u glasovitom srednjovjekovnom rudarskom mjestu Srebrenici nedaleko od rijeke Drine. Tu je bilo neko vrijeme sjedište biskupije srebreničkovisočke, koju je Sveta Stolica osnovala početkom 15. stoljeća, da doskoči potrebama bosanskih vjernika. Po tom se samostanu prozvala bosanska provincija Bosna Srebrena, i tu joj je bilo sjedište, kada se godine 1514. odcijepila od Bosne-Hrvatske.

### Stolno mjesto Mile
U današnjem selu Arnautovićima, 2 km sjeverozapadno od željezničke stanice u Visokomu, nalazio se stari prodor na lijevoj strani rječice Goruše, odmah kod njezina utoka u Bosnu, s desne strane te rijeke. Tu je Zemaljski muzej u Sarajevu, pod vodstvom Carla Patscha, 1909. i 1910. proveo iskopavanja. Kako je Vladimir Ćorović 1914. zabilježio, tu je nađena "monumentalna crkvena zgrada iz vremena bosanskih kraljeva", koja je djelomično bila "sagrađena na temeljima manje crkve, a pod njom bijahu opet temelji rimske zgrade". Prema podacima, koje su skupili Irma Čremošnik 1950. i Pavao Anđelić 1961. od radnika, koji su učestvovali u iskopavanju, i od drugih očevidaca, velika crkva bila je bazilika na tri lađe, u kojoj se našlo mnoštvo grobova te jedna zidana grobnica u apsidi crkve s osam kostura.
U ovoj grobnici nađeni su ostaci brokata, koji se danas čuvaju u sarajevskom muzeju. Na tim ostacima, Anđelić je otkrio zlatom vezene grbove Kotromanića, što govori, da su u toj grobnici bili pokopani baš vladari Kotromanići. Ovi su u svoj grb unijeli ljiljane, kada je ban Stjepan II. Kotromanić (1312. – 1353.) došao u tijesne političke i rodbinske veze s ugarsko-hrvatskim kraljevima Anžuvincima. U jednom posebnom grobu u porušenoj crkvi u Arnautovićima nađen je srebreni pečatni prsten s glavom, koja nosi krunu, te više zlatnih predmeta. Naravno, to je bio grob jednoga kralja u Bosni. "Na širem prostoru oko crkve ležala je nekropola većih razmjera s nadgrobnim spomenicima u obliku ploča".
Neoprostivi je propust Patscha, da nije objelodanio opis iskopina u Arnautovićima i upozorio znanstveni i rodoljubni svijet na povijesnu vrijednost otkrivene crkve u Arnautovićima. Posljedica toga je bio nemar prema iskopinama, koji se posebno pokazao 1948. kod gradnje širokotračne željezničke pruge, kada su ostaci crkvene zgrade bili potpuno uništeni. Međutim, veliku trobrodnu crkvu s grobovima više Kotromanića, valja poistovjetiti s crkvom sv. Nikole u Milima, koju je ban Stjepan II. Kotromanić podigao franjevcima, kada je 1340 bila osnovana franjevačka bosanska vikarija. Franjevačka, naime, predaja tvrdi, da je prvi franjevački samostan s crkvom u Bosni podigao ban Stjepan II. Kotromanić u Milima pod imenom sv. Nikole i da je u toj crkvi bio pokopan taj ban nakon svoje smrti. Tu su predaju zabilježili između drugih: opat Mavro Orbini 1601.,  Pavao Ritter Vitezović 1696., fra Bernardin Nagnanović 1715. i fra Nikola Lašvanin († 1750.).
Franjevački samostan i crkva sv. Nikole bio je u srednjovjekovnoj Bosni samo jedan pod tim imenom. Taj se u starim franjevačkim izvorima zove sada sv. Nikola u Milima, a sada sv. Nikola u Visokomu. Stvarno, samostan se nalazio u mjestu Milima, kako se u srednjem vijeku zvalo naselje s obje strane rijeke Bosne, gdje danas leže sela Arnautovići i Muhašinovići, koji ta imena nose iz turskoga doba po svojim spahijskim gospodarima. U gradu Mili (Mel), čiji se ostaci danas vide na desnoj strani rječice Goruše kod njezina utoka u Bosnu, bilo je sijelo župe Mili, koja se prostirala s obje strane Bosne od prilike od današnje željeničke stanice Ilijaša do Kaknja.
Prema gradu Mile, s lijevu stranu Bosne, u današnjem selu Muhašinovićima, Kulin ban podigao je svoju crkvu, od koje se našao natpis na nadvratniku ulaza u crkvu. Ban Stjepan II. Kotromanić 1340. podigao je na lijevoj strani rječice Goruše kod njezina utoka u Bosnu franjevački samostan i veliku trobrodnu crkvu sv. Nikole, u kojoj je izgradio grobnicu u apsidi za se i za svoju vladarsku obitelj. U tom samostanu bilo je sijelo vikara bosanske vikarije i kustodije, kada se vikarija oko 1348 razdijelila u više upravnih područja. Samostan sv. Nikole u Bosni spominju Dubrovčani 25. lipnja 1367., kada se u Malom vijeću odlučilo, da se franjevcima toga samostana podari 100 lakata raše, što je bilo dovoljno, da se naprave habiti za 10 - 12 franjevaca, koji su živjeli u samostanu.
Kustodiju (vrh)bosansku, u kojoj se nalazio samostan sv. Nikole, prvi spominje fra Bartul Pizanski u svom popisu franjevačkih samostana iz 1385. – 1390. U zapisniku općega franjevačkoga zbora u Firenci 1493. ta se naziva kustodija sv. Nikole u Milima. Tako i u službenom popisu franjevačkih samostana 1506. Po franjevačkoj predaji u Bosni, koju je između drugih zabilježio Luka Wadding u Analima franjevačkog reda, samostan i crkva u Milima bili su razoreni od strane lokalnih krstjana, po svoj prilici 1437. za turskih haranja u srednjoj Bosni, kada je bilo porušeno 16 franjevačkih samostana. 
Bosanski franjevci fra Pavao Papić i fra Jure Neretvanin u Izvješću 1623. tvrde, da su krivovjerci razorili stari, prvotni franjevački samostan u Visokomu i da su još u njihovo vrijeme postojale ruševine toga samostana u katoličkom groblju nedaleko Visokoga. Navedeno groblje istovjetno je s onom nekropolom, koja je ležala oko trobrodne crkve s kraljevskim grobnicama u Arnautovićima. Prema franjevačkoj predaji oko 1450. Mihovil Ostojić, iz porodice bosanskoga kralja Ostoje, podigao je novi franjevački samostan s manjom crkvom sv. Nikole u neposrednoj blizini tadašnjega tvrdoga grada Visoko. O toj crkvi 1600. piše u Rim bosanski biskup Franjo Baličević: "U Visokomu, mojoj domovini... samostan i crkva Sv. Nikole, koja se zove kraljevska kapela, lijepa je, iako ne odviše velika".
U grobnoj crkvi bosanskih vladara, u Arnautovićima, u glavnoj grobnici u apsidi, morao je biti pokopan ban Stjepan II. Kotromanić i njegova treća žena, koju je vjenčao u lipnju 1335. Po svoj prilici tu je bio pokopan knez Vladislav, brat Stjepanov, a otac kralja Tvrtka I., i Vladislavova žena Jelena, unuka hrvatskoga bana Pavla I. Šubića. Tu su morala biti pokopana i djeca bana Stjepana II., koju je imao sa svojom trećom ženom. Jedno od tih je, kako mislimo, bio Radiša, otac Pavla Radišića, kojega su 1404. Hrvoje Vukčić Hrvatinić i Dubrovčani bili odlučili proglasiti kraljem Bosne. U posebnoj grobnici, u kojoj je nađen kraljevski pečatni prsten, morao je biti pokopan bosanski kralj Tvrtko I. († 1391).
Drugi nijedan od kraljeva nije mogao biti pokopan u toj crkvi. Kralj Stjepan Dabiša umro je 8. rujna 1395. u Sutjesci i bez sumnje bio je pokopan u tamošnjoj franjevačkoj crkvi, koja se nazivala Banov dvor (lat. Curia Bani). Kralj Stjepan Ostoja i njegov sin Stjepan Ostojić nisu mogli biti pokopani u crkvi sv. Nikole u Milima, jer su umrli kao svrgnuti kraljevi i njihov pokop u kraljevskoj grobnoj crkvi ne bi dopustio tadašnji kralj Tvrtko II. Ovaj je umro 1443. u Sutjesci i morao je biti pokopan u mjesnoj franjevačkoj crkvi, napose, jer je već prije te godine bila porušena crkva sv. Nikole u Milima s vladarskim grobnicama. Prema franjevačkoj predaji u sutjeskoj crkvi pokopan je i kralj Stjepan Tomaš. Zadnjega bosanskog kralja Stjepana Tomaševića sultan Mehmed II. Osvajač dao je posjeći pod Jajcem i on je bio tu pokopan.

### Pisac Halkokondiles
Laonik Halkokondyles (1432. – 1490.), rodom Grk iz Atene, bio je učen humanist i dobar poznavalac prilika svoga doba na Balkanu i u turskom carstvu. Napisao je suvremenu Povijest Turske na osnovu onoga, što je sam vidio, a djelomično i prema pisanim izvorima. Osim grčkoga govorio je turski, a kako se čini, poznavao je i slavenske jezike: bugarski, srpski i hrvatski. Njegova je slaba strana vremenoslovlje, on naime rijetko spominje godine i dane, a i onda, kada ih navodi, nije u tome uvijek pouzdan. Inače, on je istinoljubiv, nepristran i dobro obaviješten o stvarima, o kojima piše.
Halkokondyles u svom djelu više puta spominje Bosnu i narod, koji u njoj živi. Prema njemu Slaveni se na Balkanu dijele u tri različita naroda: Bugare, Srbe i Hrvate, koje on prema tadašnjem humanističkom običaju naziva starim klasičnim imenima: Mezeji, Tribali i Iliri. Halkokondyles ime Tribala, pa i Ilira, negda uzimlje u širokom značenju tako, da tim imenima označuje sve južne Slavene uopće. Ali kada pobliže i stvarno govori o hrvatskim i srpskim vladarima, pokrajinama i mjestima, tada on uvijek Srbe nazivlje Tribalima, a Hrvate Ilirima. Prema Halkokondilesu Tribali i Iliri, dotično Srbi i Hrvati, su dva različita slavenska naroda, koje dijeli rijeka Dorobica, pod kojom, izgleda, jedanput razumijeva rijeku Dubravu (Dobre), koja je u 15. stoljeću dijelila Mačvu od srpskih zemalja, a drugi put rijeku Drinu.
U svakom slučaju ta je razdiobna granična rijeka ležala istočno od grada Bobovca. Po Halkokondilesu Iliri, tj. Hrvati, žive zapadno od Drine do Jadranskoga mora, koje on po tadašnjem običaju zove Jonsko more, te od Dubrovnika do Istre. Sva Bosna neposredno prije njezina pada pod Tursku i za vrijeme zaposjednuća bila je naseljena isključivo Ilirima, naime narodom istovjetnim s onim, koji je tada živio u današnjoj Dalmaciji do Istre, a to znači Hrvatima. Zemlje Sandaljeve, kako Halkokondyles zove široku oblast, kojom je u njegovo vrijeme vladao herceg Stjepan, sinovac i nasljednik Sandaljev, smješta on u Ilirik. U toj zemlji živi isti narod, kao onaj uz dalmatinsku obalu do Istre, a to su bili Hrvati. 
Hrvatskog kralja u Bosni Stjepana Tomaševića (1461. – 1463.) Halkokondyles zove kraljem Ilira, tj. Hrvata, jer je Stjepan stvarno vladao većim dijelom tadašnjih hrvatskih zemalja. On dapače veli, da neki u njegovo vrijeme Ilire nazivlju Bošnjanima, a to zbog toga što je u Bosni stolovao kralj, koji je imao u svojoj državi većinu Ilira, tj. Hrvata. Svjedočanstvo Halkokondilesovo ima posebnu vrijednost, jer ono opisuje etničko stanje Bosne neposredno prije pada pod Tursku, s kojom dolazi u zemlju jak priljev stranoga narodnoga življa.

## Unutarnje poveznice
- Srednjovjekovna bosanska država, 
  - Kotromanići, Mile, Usora (sa Solima), Podrinje
  - Donji krajevi, Završje, Humska Zemlja (s Travunjom)